# Tecamilla
Tecamilla är en ort i Mexiko.   Den ligger i kommunen Tomatlán och delstaten Veracruz, i den sydöstra delen av landet, 230 km öster om huvudstaden Mexico City. Tecamilla ligger 1 199 meter över havet och antalet invånare är 771.
Terrängen runt Tecamilla är huvudsakligen kuperad, men västerut är den bergig. Runt Tecamilla är det tätbefolkat, med 427 invånare per kvadratkilometer. Närmaste större samhälle är Córdoba, 14,0 km sydost om Tecamilla. I omgivningarna runt Tecamilla växer huvudsakligen savannskog.